# Bridges to Babylon Tour '97-98
Bridges to Babylon Tour '97-98 è un video live dei Rolling Stones messo in commercio nel dicembre del 1998.
È stato registrato nel 1997, all'Edward Jones Dome di Saint Louis nel Missouri durante il Bridges to Babylon Tour.

## Tracce
1. Opening
2. (I Can't Get No) Satisfaction
3. Let's Spend the Night Together
4. Flip The Switch
5. Gimme Shelter
6. Wild Horses (featuring Dave Matthews)
7. Saint of Me
8. Out of Control
9. Waiting on A Friend (featuring Joshua Redman)
10. Miss You
11. I Wanna Hold You
12. Across the bridge (B-stage)
13. It's Only Rock 'n Roll (But I Like It)
14. Like A Rolling Stone
15. Sympathy for the Devil
16. Tumbling Dice
17. Honky Tonk Women
18. Start Me Up
19. Jumpin' Jack Flash
20. You Can't Always Get What You Want
21. Brown Sugar
22. Bows e Titoli di coda